# 川上久智
川上 久智（かわかみ ひさとも）は、戦国時代から江戸時代初期にかけての武将。島津氏の家臣。

## 生涯
川上忠智の三男として誕生。盲目の叔父・忠里の養子となった。
天正14年（1586年）の戸次川の戦いで島津軍が勝利した後に島津家久の命を受け、干潮のために船が動かせずにいた長宗我部元親の許へ使者として赴き、元親の嫡子・信親を討ち取ったのは合戦の為に致し方なかった旨と、満潮まで緩々と陣を解くよう伝えた。その後、豊臣秀吉による九州平定では諸所で軍功を上げている。
島津忠恒に従い文禄・慶長の役に従軍。慶長3年（1598年）、泗川城より5里離れた猿羽見（永春県）の番を任されていた所に明軍の大軍が押し寄せたために泗川城に引き上げたが、この泗川の戦いで実兄・忠兄らと奮戦し大功を上げた。
慶長4年（1599年）より京都伏見住まいを命じられていたが、その翌年に関ヶ原の戦いが起こり島津義弘の陣に馳せ参じた。また、その退却戦で兄・忠兄、甥・久林らと奮戦、後に「小返しの五本鑓」の一人に数えられる。
薩摩国帰国後に病死。没年は不詳であるが、慶長13年（1608年）に人吉藩主・相良頼房への使者を務めており、江戸時代の初期までは存命していたようである。